# Множество Радона — Никодима
В теории справедливого разрезания торта множество Радона — Никодима (англ. Radon–Nikodym set, RNS) — это геометрический объект, представляющий торт на основе оценок различными людьми различных частей этого торта.

## Пример
Предположим, что мы имеем торт, состоящий из четырёх частей. Имеется два человека, Алиса и Джордж, с различными вкусами, каждое лицо оценивает различные части торта различно. Таблица ниже описывает части и их оценки. Последняя строка, «Точка RNS», объяснена позже.
|                | Шоколад   | Лимон | Ваниль    | Вишни     |
| -------------- | --------- | ----- | --------- | --------- |
| оценка Алисы   | 18        | 9     | 1         | 2         |
| оценка Джорджа | 18        | 0     | 4         | 8         |
|                |           |       |           |           |
| точка RNS      | (0,5;0,5) | (1;0) | (0,2;0,8) | (0,2;0,8) |

«Точка RNS» куска торта описывает относительные значения участников этих кусков. Она имеет две координаты — одна для Алисы и одна для Джорджа. Например:
- Участники согласны о значениях шоколадной части, так что координаты точки RNS также равны (они нормализованы так, что их сумма равна 1).
- Лимонная часть имеет значение только для Алисы, так что точка RNS имеет координату 1 для Алисы, в то время как для Джорджа координата равна 0.
- Для ванильной части и части с вишенками отношение между значениями Алисы и Джорджа равно 1:4. Следовательно, такое же отношение выполняется для координат их точек RNS. Заметим, что как ванильная часть, так и часть с вишнями отображаются в ту же самую точку RNS.

RNS торта — это множество всех его точек RNS. В описанном выше торте это множество состоит из трёх точек: {(0,5;0,5), (1;0), (0,2;0,8)}. Оно может быть представлено отрезком (1;0)-(0;1):
| (1,0;0,0) | (0,9;0,1) | (0,8;0,2) | (0,7;0,3) | (0,6;0,4) | (0,5;0,5) | (0,4;0,6) | (0,3;0,7) | (0,2;0,8)     | (0,1;0,9) | (0,0;1,0) |
| --------- | --------- | --------- | --------- | --------- | --------- | --------- | --------- | ------------- | --------- | --------- |
| Лимон     | -         | -         | -         | -         | Шоколад   | -         | -         | Ваниль, Вишни | -         | -         |

В результате торт разложен и реконструирован на отрезке (1;0)-(0;1).

## Определения
Имеется множество {\displaystyle C} («торт»), и множество {\displaystyle \mathbb {C} }, которое является сигма-алгеброй подмножеств множества {\displaystyle C}.
Имеется {\displaystyle n} участников. Любой участник {\displaystyle i} имеет персональное значение меры {\displaystyle V_{i}:\mathbb {C} \to \mathbb {R} }. Эта мера определяет, какова оценка каждого подмножества {\displaystyle C} для этого участника.
Определим следующую меру:
{\displaystyle V=\sum _{i=1}^{n}V_{i}}
Заметим, что каждая {\displaystyle V_{i}} является абсолютно непрерывной мерой относительно {\displaystyle V}. Следовательно, по теореме Радона — Никодима она имеет производную Радона — Никодима, которая является функцией {\displaystyle v_{i}:C\to [0,\infty )}, такой что для любого измеримого подмножества {\displaystyle X\in \mathbb {C} }:
{\displaystyle V_{i}(X)=\int _{X}v_{i}\,dV}
Функции {\displaystyle v_{i}} называются функциями плотности оценок. Они имеют следующие свойства для почти всех точек торта {\displaystyle x\in C}:
- {\displaystyle \sum _{i=1}^{n}v_{i}(x)=1}
- {\displaystyle \forall i:0\leqslant v_{i}(x)\leqslant 1}

Для любой точки {\displaystyle x\in C} RNS точка точки {\displaystyle x} определяется как:
{\displaystyle v(x)=(v_{1}(x),\dots ,v_{n}(x))}
Заметим, что {\displaystyle v(x)} является всегда точкой в {\displaystyle (n-1)}-мерном единичном симплексе в {\displaystyle \mathbb {R} ^{n}}, обозначаемом {\displaystyle \Delta ^{n-1}} (или просто {\displaystyle \Delta }, если {\displaystyle n} подразумевается в контексте).
RNS торта — это множество всех его RNS точек:
{\displaystyle RNS(C)=\{v(x)\mid x\in C\}}
Торт разбивается и затем собирается заново внутри {\displaystyle \Delta }. Каждая вершина {\displaystyle \Delta } ассоциируется с одним из n участников. Каждая доля торта отображается в точку в {\displaystyle \Delta } согласно оценкам — чем более ценен кусок для участника, тем он ближе к вершине участника. Это показано в вышеприведённом примере для {\displaystyle n=2} участников (где {\displaystyle \Delta } просто отрезок между (1,0) и (0,1)). Акин описывает значение RNS для {\displaystyle n=3} участников:
Представим таблицу в форме равностороннего треугольника с потребителями в вершинах…  желаемость потребителя {\displaystyle i} в фрагменте торта в точке {\displaystyle v\in \Delta } задаётся барицентрическими координатами {\displaystyle v_{i}}, отражающими близость к вершине {\displaystyle i}. Тогда {\displaystyle v_{i}} равно 1 в вершине и уменьшается линейно до 0 к противоположной стороне.

## Эффективное RNS разбиение
Единичный симплекс {\displaystyle \Delta } может быть разделён среди участников, если передать каждому участнику {\displaystyle i} подмножество {\displaystyle \Delta _{i}}. Каждый делёж порождает разбиение торта {\displaystyle C}, в котором участник {\displaystyle i} получает кусок торта {\displaystyle C}, RNS-точки которого попадают в {\displaystyle \Delta _{i}}.
Здесь два примера разбиений для двух участников, где {\displaystyle \Delta } является отрезком (1;0) — (0;1)
- Разрезаем {\displaystyle \Delta } в точке (0,4;0,6). Отдаём отрезок (1;0)-(0,4;0,6) Алисе, а отрезок (0,4;0,6)-(0;1) Джорджу. Это соответствует передаче лимонной и шоколадной частей Алисе (полное значение 27) и передаче остатка Джорджу (полное значение 12).
- Разрезаем ту же точку (0,4;0,6), но отдаём отрезок (1;0)-(0,4;0,6) Джорджу (полное значение 18) и отрезок (0,4;0,6)-(0;1) Алисе (полное значение 3).

Первое разбиение выглядит более эффективным, чем второе — в первом разбиении каждому участнику отдаётся кусок, который более ценен для него/её (ближе к его/её вершине симплекса), в то время как для второго разбиения верно противоположное. Фактически, первое разбиение эффективно по Парето, в то время как второе не эффективно. Например, во втором разбиении Алиса может дать вишни Джорджу в обмен на 2/9 шоколадной части. Это может улучшить полезность разбиения для Алисы на два, а полезность Джорджа на 4. Этот пример иллюстрирует общий факт, который мы покажем ниже.
Для любой точки {\displaystyle w=(w_{1},\dots ,w_{n})\in \Delta }:
- Скажем, что разбиение {\displaystyle \Delta =\Delta _{1}\cup \cdots \cup \Delta _{n}} принадлежит {\displaystyle w}, если:

Для всех {\displaystyle i,j} и всех {\displaystyle (v_{1},\dots ,v_{n})\in \Delta _{i}}: {\displaystyle {\frac {v_{i}}{v_{j}}}\geqslant {\frac {w_{i}}{w_{j}}}}
- Скажем, что разбиение {\displaystyle C=X_{1}\cup \cdots \cup X_{n}} принадлежит {\displaystyle w}, если оно порождено разбиением {\displaystyle \Delta }, которое принадлежит {\displaystyle w}. То есть:

Для любых {\displaystyle i,j} и для всех {\displaystyle x\in X_{i}}: {\displaystyle {\frac {v_{i}(x)}{v_{j}(x)}}\geqslant {\frac {w_{i}}{w_{j}}}}
Можно доказать, что:
Разбиение {\displaystyle C=X_{1}\cup \cdots \cup X_{n}} принадлежит к положительной точке {\displaystyle w=(w_{1},\dots ,w_{n})\in \Delta ^{+}},
тогда и только тогда, когда оно максимизирует сумму: {\displaystyle {\frac {V_{1}(X_{1})}{w_{1}}}+\cdots +{\frac {V_{1}(X_{n})}{w_{n}}}}
то есть тогда и только тогда, когда оно является взвешенным разбиением с максимальной полезностью с вектором {\displaystyle w} весов.
Поскольку любой эффективный по Парето делёж максимален по полезности для некоторых выбранных весов, следующая теорема также верна:
Положительное разбиение {\displaystyle C=X_{1}\cup \cdots \cup X_{n}} принадлежит некоторой положительной точке в {\displaystyle \Delta ^{+}} тогда и только тогда, когда оно эффективно по Парето.
Таким образом имеется отображение между множеством эффективных по Парето разбиений и точками в {\displaystyle \Delta }.
Возвращаясь к вышеприведённому примеру
- Первое разбиение (отдавая лимонную и шоколадную часть Алисе, а остаток Джорджу) принадлежит точке (0,4;0,6), как и другим точкам, таким как (0,3;0,7) (некоторые разбиения принадлежат более чем одной точке). Более того, разрезание является разрезанием торта согласно полезности, которое максимизирует сумму {\displaystyle {\frac {V_{\text{Alice}}}{0,4}}+{\frac {V_{\text{George}}}{0,6}}}, и оно также эффективно по Парето.
- В то же время, второе разбиение не принадлежит какой-либо точке и не эффективно по Парето.
- Существует несколько точек, которым принадлежат несколько различных разбиений. Например, точка (0,5;0,5). Это точка множества RNS и имеется положительная масса торта, ассоциированная с ними, так что любое разбиение этой массы приводит к разбиению, которое принадлежит (0,5;0,5). Например, отдавая лимонную и шоколадные части Алисе (значение 27) и остаток отдавая Джорджу (значение 12), получим разбиение, которое принадлежит (0,5;0,5). Отдав Алисе всю лимонную часть (значение 9) и остаток Джорджу (значение 30), получим распределение, которое также принадлежит этой точке. Отдав всю лимонную часть и половину шоколадной части Алисе (значение 18) и остаток Джорджу (значение 21), получим распределение, которое также принадлежит ему, и так далее. Все эти разбиения максимизируют сумму {\displaystyle {\frac {V_{\text{Alice}}}{0,5}}+{\frac {V_{\text{George}}}{0,5}}}. Более того, эта сумма равна 78 во всех этих разбиениях. Они все эффективны по Парето.

## История
RNS множества были представлены как часть теорем Дубинса — Спеньера и использовались для доказательства теоремы Веллера и более поздних результатов Итан Акин. Термин «множество Радона — Никодима» введён Юлиусом Барбанелем.